# Mickey, Pluto et l'Autruche
Série Mickey Mouse
Mickey et le Phoque
(1948)
Pour plus de détails, voir Fiche technique et Distribution.
Mickey, Pluto et l'Autruche (Mickey Down Under) est un dessin animé de Mickey Mouse produit par Walt Disney pour RKO Radio Pictures, sorti le 19 mars 1948.

## Synopsis
Mickey est l'exploitant d'une bananeraie en Australie... Il joue avec son boomerang et le lance à Pluto qui en est un peu effrayé. Mickey tombe sur un œuf d'autruche et souhaite le consommer mais ce n'est pas du goût de l'autruche qui le couve.

## Fiche technique
- Titre  : Mickey Down Under
- Autres titres[1]:
  - Allemagne : Micky in Australien
  - France : Mickey, Pluto et l'Autruche
  - Suède : Bing Bang Bumerang, Musse i Australien, Pluto och bumerangen
- Série : Mickey Mouse
- Réalisateur : Charles A. Nichols
- Scénario : MacDonald MacPherson, Jack Huber
- Voix : James MacDonald (Mickey)
- Producteur : Walt Disney, John Sutherland
- Animateur : Jerry Hathcock, George Kreisl, Sandy Strother, Marvin Woodward
- Layout : Karl Karpé
- Décor : Art Landy
- Distributeur : RKO Radio Pictures
- Date de sortie : 19 mars 1948[2]
- Format d'image : couleur (Technicolor)
- Durée : 7 min
- Musique : Oliver Wallace
- Langue : (en)
- Pays :  États-Unis

## Voix françaises

### 1erdoublage (1990)
- Jean-Paul Audrain : Mickey Mouse

### 2edoublage (2002)
- Laurent Pasquier : Mickey Mouse

## Commentaires
Ce film reprend des "ficelles" d'autres dessins animés que ce soit l'animal inhabituel déjà évoqué dans Pluto et l'Armadillo (1943) ou l'autruche vue dans L'Autruche de Donald (1937).
Le terme Down Under (« en bas, en dessous ») dans le titre original est couramment utilisé en anglais pour désigner l'Australie.